# Petra Fahrnländer
Petra Fahrnländer, alternative Schreibweise Petra Fahrnlaender (* 29. April 1943 in Posen), ist eine deutsche Schauspielerin bei Bühne und Fernsehen.

## Leben und Wirken
Fahrnländer erhielt ihre Ausbildung an der Max-Reinhardt-Schule für Schauspiel in Berlin. Anschließend wirkte die Posenerin zwei Jahre lang an dem von Boleslav Barlog geleiteten Berliner Schiller-Theater, anschließend war sie zwei weitere Jahre an der Bühne in Gelsenkirchen. Danach arbeitete die Künstlerin freiberuflich. Gastspielreise führten Petra Fahrnländer nach Zürich, München und Basel. 
Vor die Kamera trat sie erstmals 1965, war jedoch nur sporadisch als Fernsehschauspielerin aktiv. Als Synchronsprecherin lieh sie ihre Stimme Rita Tushingham in Bitterer Honig (1961) sowie Sarah Miles in der ersten Synchronfassung von Der Diener (1963).

## Filmografie
- 1965: Die Chinesische Mauer
- 1969: Hôtel du commerce
- 1970: Wer ist der Nächste?
- 1971: Sparks in Neu-Grönland
- 1971: Tatort: AE612 ohne Landeerlaubnis
- 1974: Aus Liebe zum Sport (TV-Serie, eine Folge)
- 1992: Schloß Hohenstein – Irrwege zum Glück (eine Folge)
- 1989–1997: Ein Fall für zwei (vier Folgen)
- 1997: Natalie – Die Hölle nach dem Babystrich